# Цона Инд. Вја Ларго Форначе (Бергамо)
Цона Инд. Вја Ларго Форначе је насеље у Италији у округу Бергамо, региону Ломбардија.
Према процени из 2011. у насељу је живело 27 становника. Насеље се налази на надморској висини од 103 м.